# Geissolomataceae
Geissolomataceae is een botanische naam, voor een familie van tweezaadlobbige planten; in het verleden is ook de spelling Geissolomaceae wel gebruikt. Een dergelijke familie wordt de laatste decennia algemeen erkend door systemen voor plantentaxonomie, en zo ook door het APG-systeem (1998) en het APG II-systeem (2003), die haar niet in een orde plaatsen. De Angiosperm Phylogeny Website [10 dec 2006] en het APG III-systeem (2009) plaatsen haar in de orde Crossosomatales.
Het gaat om een heel kleine familie, van één soort, die voorkomt in Zuid-Afrika.
Het Cronquist-systeem (1981) plaatst de familie in de orde Celastrales; daarentegen plaatst het Wettstein-systeem (1935) haar in de orde Myrtales.